# 34 Batalion Celny
34 Batalion Celny – jednostka organizacyjna formacji granicznych II Rzeczypospolitej.

## Formowanie i zmiany organizacyjne
Na podstawie rozkazu Ministra Spraw Wojskowych L.11069/Mob. z dnia 13 sierpnia 1921 w miejsce batalionów etapowych i wartowniczych utworzone zostały bataliony celne. 34 batalion celny powstał w granicach DOG Warszawa, a zorganizowano go na bazie 5/I batalionu wartowniczego. Etat batalionu wynosił 14 oficerów i 600 szeregowych. Podlegał Ministerstwu Spraw Wewnętrznych.
Mimo że batalion był w całym tego słowa znaczeniu oddziałem wojskowym, nie wchodził on w skład pokojowego etatu armii. Uniemożliwiało to uzupełnianie z normalnego poboru rekruta. Ministerstwo Spraw Wojskowych zarówno przy ich formowaniu, jak i uzupełnianiu przydzielało mu często żołnierzy podlegających zwolnieniu, oficerów rezerwy oraz szeregowców i oficerów zakwalifikowanych przez dowództwa okręgów generalnych jako nie nadających się do dalszej służby wojskowej.
W listopadzie 1921 Ministerstwo Spraw Wewnętrznych postanowiło powołać brygady celne. 34 batalion celny znalazł się w strukturze 9 Brygady Celnej. 
Wykonując postanowienia uchwały Rady Ministrów z 23 maja 1922, minister spraw wewnętrznych rozkazem z 9 listopada 1922 zmienił nazwę „Baony Celne” na „Straż Graniczna”. Wprowadził jednocześnie w formacji nową organizację wewnętrzną. 34 batalion celny przemianowany został na 34 batalion Straży Granicznej.

## Służba celna
Odcinek batalionowy podzielony był na cztery pododcinki, które obsadzały kompanie wystawiające posterunki i patrole. Posterunki wystawiano wzdłuż linii granicznej w taki sposób, by mogły się nawzajem widzieć w dzień. W tym zakresie batalion współpracował z posterunkami i patrolami Policji Państwowej. Współpraca polegała na tym, że te pierwsze wystawiały wzdłuż linii granicznej stale posterunki i patrole, natomiast policja tworzyła je w głębi strefy, poza linią graniczną. W zakresie ochrony granicy batalion podlegał staroście.
Sąsiednie bataliony
- 29 batalion celny ⇔ 32 batalion celny – IX 1921
- 29 batalion celny ⇔ 32 batalion celny – XII 1921[10]

## Kadra batalionu
Dowódcy batalionu
| stopień  | imię i nazwisko     | okres pełnienia służby  | kolejne stanowisko    |
| -------- | ------------------- | ----------------------- | --------------------- |
| kpt.     | Piotr Salnicki      | 15 II 1921              |                       |
| mjr kaw. | Władysław Dąbrowski | 1 XII 1921 - 27 IX 1922 | komendant 34 baonu SG |

## Struktura organizacyjna
| Ordre de Bataille 34 batalionu celnego w Siejłowiczach na dzień 15 lutego 1921 | Ordre de Bataille 34 batalionu celnego w Siejłowiczach na dzień 15 lutego 1921 | Ordre de Bataille 34 batalionu celnego w Siejłowiczach na dzień 15 lutego 1921 | Ordre de Bataille 34 batalionu celnego w Siejłowiczach na dzień 15 lutego 1921 | Ordre de Bataille 34 batalionu celnego w Siejłowiczach na dzień 15 lutego 1921 |
| kompania                                                                       | 1. Sołtanowszczyzna                                                            | 2. Juszewicze                                                                  | 3. Pasieka                                                                     | 4. Buzuny                                                                      |
| ------------------------------------------------------------------------------ | ------------------------------------------------------------------------------ | ------------------------------------------------------------------------------ | ------------------------------------------------------------------------------ | ------------------------------------------------------------------------------ |
| wartownie                                                                      | Sołtanowszczyzna                                                               | folwark Lisuny                                                                 | Ostrołucha                                                                     | Bucznoje                                                                       |
| wartownie                                                                      | Grzybowszczyzna                                                                | folwark Kobyle Głowy                                                           | Kukuła                                                                         | folwark Kul                                                                    |
| wartownie                                                                      | Grzybowszczyzna                                                                | Osłup                                                                          | Waszkowscy                                                                     |                                                                                |
| wartownie                                                                      |                                                                                | folwark Rotstojna                                                              | Djampol                                                                        |                                                                                |
| OdeB 34 batalionu celnego w Siejłowiczach                                      |                                                                                |                                                                                |                                                                                |                                                                                |
| kompania                                                                       | 1 kompania celna                                                               | 2 kompania celna                                                               | 3 kompania celna                                                               | 4 kompania celna                                                               |
| placówki                                                                       | Kukowicze                                                                      |                                                                                | Osłup                                                                          | Bucznoje                                                                       |
| placówki                                                                       | Sołtanowszczyzna                                                               |                                                                                | Botsztein                                                                      | folwark Kul                                                                    |
| placówki                                                                       | Grzybowszczyzna                                                                |                                                                                | Rymarze                                                                        | ziemianka                                                                      |
| placówki                                                                       | Łazuny                                                                         |                                                                                | Ostrołuchy                                                                     | Smolarnia                                                                      |
| placówki                                                                       | Kobyla Głowa                                                                   |                                                                                | Iwaszkiewicze                                                                  |                                                                                |
| placówki                                                                       |                                                                                | ziemianka                                                                      |                                                                                |                                                                                |